# Comune di Rougsø
Il comune di Rougsø, fino al 1º gennaio 2007 è stato un comune danese situato nella contea di Århus, il comune aveva una popolazione di 8 078 abitanti (2005) e una superficie di 224 km². Capoluogo era la cittadina di Allingåbro.
Dal 1º gennaio 2007, con l'entrata in vigore della riforma amministrativa, il comune è stato soppresso e accorpato ai comuni di Grenaa, Nørre Djurs e alla parte orientale del comune di Sønderhald per dare luogo al neo-costituito comune di Norddjurs compreso nella regione dello Jutland Centrale (Midtjylland).